# 二過氯酸𨥙
二高氯酸肼是一种无机化合物，化学式为N2H6(ClO4)2，易爆。

## 制备
二高氯酸肼可由水合肼和高氯酸在低温反应得到。

## 氨合物
二高氯酸肼除了形成二水合物外，还能形成二氨合物。二水合高氯酸肼和氨气发生放热反应，水分子被取代：
N2H6(ClO4)2·2H2O + 2 NH3 → N2H6(ClO4)2·2NH3 + 2 H2O
二氨合物在100℃熔化，218℃爆炸。在二氨合物中，氧化剂ClO4−与还原剂N2H62+、NH3共存使得整个分子变得不稳定。